# Nicolai Wergeland
Nicolai Wergeland, född den 9 november 1780 i Hosanger på ön Osterøy, av bondesläkt från gården Verkland i Sogn, efter vilken han tog sitt namn, död den 25 november 1848 i Eidsvoll, var en norsk författare, präst och politiker. Han var far till författaren och kvinnosakskämpen Camilla Collett och diktaren Henrik Wergeland.
Wergeland visade redan som gosse rika anlag och fick hjälp att gå i katedralskolan i Bergen. Därifrån kom han som student till Köpenhamn 1799. 1803 tog han teologisk ämbetsexamen med utmärkelse och erhöll vid universitetet medalj för en teologisk avhandling. Under sin vistelse i Köpenhamn gav han ut berättelsen Haldor Smeks smaa tildragelser.
1806 utnämndes Wergeland till adjunkt vid Kristiansands lärda skola och skrev 1811 avhandlingen Mnemosyne om upprättandet av ett universitet i Norge, vilken väckte stort uppseende och belönades med första premien av Selskabet for Norges vel. 1812 utnämndes han till komminister i Kristiansand och gjorde sig bemärkt som utmärkt predikant.
Han blev även Kristiansands förste representant i Riksförsamlingen på Eidsvoll april-maj 1814 som skulle skriva Norges författning. Där uppträdde Wergeland mycket häftigt och ofta utmanande som ivrig anhängare av det wedelska partiet, vilket betraktade danskättade Kristian VIII av Danmark (som under en kort tid 1814 var Norges kung) och hans strävanden med mycket djup misstro och därför arbetade för en union med Sverige, den svensk-norska unionen. Han hade emellertid politiska fiender och vid valet till det första, urtima Stortinget, hösten 1814 blev han förbigången. Han fick alltså inte vara med i den riksdag som han gett namnet till. Han hade också bidragit med annat i grundlagen.
År 1815 utnämndes han till hovpredikant och 1816 till kyrkoherde i Eidsvoll. Samma år utgav han sin våldsamma och ensidiga broschyr Danmarks politiske forbrydelser imod Norge, vilken uppväckte häftig strid och framkallade skarp kritik i "Nationalbladet". Längre fram (1833) utgav Wergeland till försvar för sin son Henrik Retfærdig bedömmelse af Henrik Wergelands poesi og charakter.
Han gjorde även några inlägg i "dæmringsfeiden". Därjämte skrev han psalmer och predikningar. Wergelands personlighet kännetecknades av våldsam lidelsefullhet och brinnande äregirighet, hans författarskap präglas av skarp logik och klar framställningskonst.

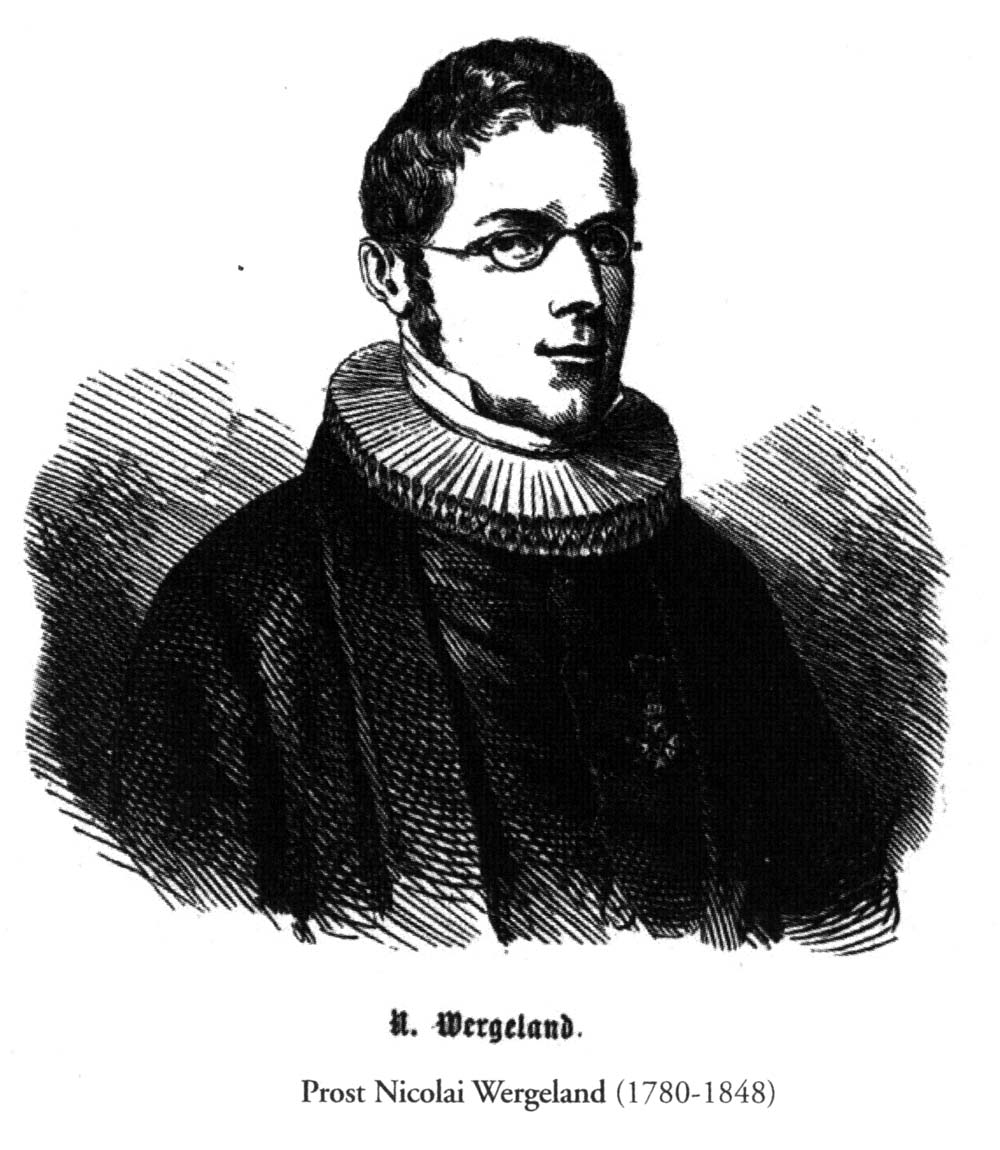
Nicolai Wergeland.